# Humphrey Cobb
Humphrey Cobb (* 5. September 1899 in Siena, Italien; † 25. April 1944 in New York) war ein US-amerikanischer Drehbuchautor und Romanschriftsteller.

## Leben
Bekannt wurde er mit seinem Antikriegsroman Wege zum Ruhm (engl. Paths of Glory), der 1957 von Stanley Kubrick mit Kirk Douglas verfilmt wurde.
Der Sohn der US-Amerikaner Alice Cobb, einer Ärztin, und Arthur Cobb, eines Künstlers, diente im Ersten Weltkrieg für drei Jahre in der kanadischen Armee. Dies führte dazu, dass man ihn oft für einen kanadischen Autor hielt.
Seine Eltern schickten ihn zur Grundausbildung in eine Schule nach England, sodass er erst im Alter von 13 Jahren in die Vereinigten Staaten zurückkam, wo er seine Ausbildung fortführte. Mit 17 Jahren reiste er nach Montreal, um dem kanadischen Regiment beizutreten. Nach dem Krieg reiste er wieder in die europäischen Länder England und Frankreich und kam bis 1934 nicht nach Amerika zurück. Gemeinsam mit Peter Milne und Robert Tasker schrieb er 1937 das Drehbuch zu dem Gefängnisfilm San Quentin. Er schrieb sein zweites Buch, None But the Brave, das er 1938 als Serie in einer Zeitung veröffentlichte. Es wurde aber nicht so bekannt wie Paths of Glory.
Zum Zeitpunkt seines Todes arbeitete er als Werbetexter in einer New Yorker Werbeagentur.

## Werke
- Paths of Glory, 1935 (dt.: Wege zum Ruhm, 1959).